# Comunitat d’aglomeració de Cergy-Pontoise
La comunitat d'aglomeració de Cergy-Pontoise (en francès: communauté d'agglomération de Cergy-Pontoise) és una estructura intercomunal de França situada al departament de Val d'Oise i al d'Yvelines, al nord-oest de París a la riba del riu Oise. El 2011 tenia 197.187 habitants, un 16% de la població del departament, amb una superfície de 80,5 km² el que representa una densitat de 2.450 hab/km²

## El territori

### Composició
La comunitat d'aglomeració de Cergy-Pontoise agrupa 13 municipis (communes): 12 de la Val d'Oise i Maurecourt a Yvelines. La seu es troba a Cergy.

#### Val-d'Oise
1. Boisemont
2. Cergy
3. Courdimanche
4. Éragny
5. Jouy-le-Moutier
6. Menucourt
7. Neuville-sur-Oise
8. Osny
9. Pontoise
10. Puiseux-Pontoise
11. Saint-Ouen-l'Aumône
12. Vauréal

#### Yvelines
1. Maurecourt

### Evolució de la població
En els últims cinquanta anys la població d'aquests municipis s'ha multiplciat per cinc com podem veure en el següent quadre:
| 1962  | 1968  | 1975  | 1982   | 1990   | 1999   | 2003   | 2007   | 2011   |
| ----- | ----- | ----- | ------ | ------ | ------ | ------ | ------ | ------ |
| 34050 | 41576 | 69546 | 102967 | 159168 | 178656 | 183430 | 191795 | 197187 |

Tot i que el 1968 Pontoise era el municipi més poblat, actualment Cergy compta amb més d'una quarta part de la població, és un important centre administratiu i és un dels quatre municipis situats a l'oest d'aquesta agrupació (juntament amb Vauréal, Jouy-le-Moutier i Courdimanche) que s'han desenvolupat sobretot a partir del 1982. La resta tendeixen a l'estabilització i en el cas d'Éragny, després d'una explosió demogràfica entre el 1975 i 1982 ha registrat pèrdua de població.

### Situació
Cergy-Pontoise té uns limits formats per espais naturals: al nord i a l'oest el parc natural regional del Vexin, al sud-oest el bosc de l'Hautil i a l'est el cinturó verd de la regió. Està localitzat a 30 km al nord-oest de París, a 30 km de l'aeroport Roissy-Charles-de-Gaulle i connectat amb les infraestructures viàries i ferroviàries.

## Història
Per fer front al fort creixement de l'aglomeració dels voltants de París els anys seixanta es va decidir la creació de diverses noves poblacions per reequilibrar el territori. La implantació de la nova vila de Cergy-Pontoise es va fer en diverses fases. Una primera planificació data del 1968 quan es va crear l'EPA (Établissement public d'aménagement), una estructura destinada a realitzar operacions urbanístiques i desenvolupament que inicialment agrupava 15 municipis de la Val-d'Oise i Yvelines. Va ser a l'agost de 1972 quan es va crear oficialment la nova ciutat de Cergy-Pontoise. El 1984 quatre municipis (Boissy-l'Aillerie, Ennery, Maurecourt i Méry-sur-Oise) deixen l'estructura i, per tant, Cergy, Courdimanche, Eragny, Jouy-le-Moutier, Menucourt, Neuville-sur-Oise, Osny, Pontoise, Puiseux-Pontoise, Saint-Ouen-l'Aumône i Vauréal formen una nova aglomeració, Syndicat d'agglomération nouvelle (SAN). El projecte està centrat en la nova prefectura del departament de la Val-d'Oise, i amb un nou centre urbà creat al voltant del projecte de l'axe majeur. La ciutat abandona el programa de noves ciutats el 31 de desembre del 2002 i el 2004 el SAN es transforma en comunitat d'aglomeració (CA). L'1 de gener de 2005 Boisemont s'integra a la comunitat que comptarà d'ara endavant amb 12 municipis. En els anys següents integra noves competències relacionades amb la circulació viària de vehicles de dues rodes (2009), desenvolupament digital (2010) i gestió d'espais públics en barris com Gran Centre a Cergy i Neuveille Université que representen els principals pols d'atracció de la comunitat. L'1 de juliol de 2012 Maurecourt s'integra a la comunitat d'aglomeració que passa a comptar amb 13 municipis. La nova ciutat, cap del departament s'està convertint en el centre econòmic del nord-oest de París i compta amb hospital regional, palau de justícia, centre regional de compres i equipaments d'ensenyament superior, culturals i esportius.